# Pascal Gaigne
Pascal Gaigne (Caen, França, 1958) és un compositor francès que resideix a Euskal Herria.

## Biografia
El seu pare i la seva mare eren bretons, i tot i que va néixer a Normandia, va abandonar aquella regió quan només tenia vuit mesos. El seu pare era enginyer i va haver de viatjar d'un lloc a un altre. Pascal es va establir per primera vegada a Baiona i viu a Donostia des de 1985; i a finals de la dècada va començar a treballar en el cinema, en una carrera lenta però ascendent. Per això, com a normand de naixement, sempre ha estat molt vinculat al País Basc i a la música basca. Va estudiar música a la Universitat de Pau i al Conservatori Nacional de Tolosa. Actualment hi és professor de música electroacústica. Paral·lelament, és col·lega en grups de recerca sobre informàtica musical.

## Carrera
Ha treballat amb moltes generacions de músics bascos, entre els quals destaquen Imanol, Niko Etxart i, sobretot, Amaia Zubiria, que juntament amb aquesta darrera van editar tres discos: Egun argi hartan, Kolorez eta ametsez i Hamar urte euskal cinema. També ha treballat amb Joseba Tapia i molts altres, i també ha participat en tasques de producció.
També ha estat productor dels discos d'alguns joves cantants. Pascal Gaigne treballa en molts àmbits de la música. A més de treballar com a ajudant, productor i arranjador, continua treballant en el seu propi treball, en el qual té un paper important en l'àmbit de la música actual i la música electroacústica, així com la música de cinema. Una de les bandes sonores més populars que ha creat és per a la pel·lícula de Victor Erice El sol del membrillo, però també va crear Cuando vuelvas a mi lado (Gracia Querejeta), El otro barrio (Salvador García Ruiz), Flores de otro mundo (Icíar Bollaín) o bandes sonores de Mensaka (Gustavo Salmerón) de pel·lícules d'èxit. També ha compost música per a teatre, com Dama eta cardinala de la companyia Txalo. L'any 1997, juntament amb Josetxo Silguero i Jesús Mari Garmendia, va fundar el grup Ensemble Aksa, per promocionar el treball dels joves músics bascos.

## Filmografia destacada
- Handia (Jon Garaño i Aitor Arregi). Va guanyar el premi Goya a la millor banda sonora original l'any 2018 pel seu treball en aquesta pel·lícula.[2]
- Siete mesas (de billar francés) (2007) (postproducció)
- Traumalogía (2007)
- Cristobal Molón (2006)
- ¿Qué tienes debajo del sombrero? (2006)
- Azul Oscuro Casi Negro (2006)
- Supertramps (2004)
- Las voces de la noche (2003)
- Amor, curiosidad, prozak y dudas (2001)
- Ladrón de sueños (2001)
- El otro barrio (2000)
- El cine documental (1992)
- El sol del membrillo (1992)
- Ander y Yul (1988)